# El Niño–Oscylacja Południowa
El Niño–Oscylacja Południowa (ENSO) to globalne zjawisko meteorologiczne, wynikające ze zmian w wiatrach i temperaturach powierzchni oceanu nad tropikalnym Pacyfikiem. Zmiany te mają pewne cechy cykliczne. Występowanie ENSO jest stosunkowo trudne do przewidzenia. Zjawisko to wpływa na klimat większości obszarów tropikalnych i subtropikalnych, a także oddziałuje na wyższe szerokości geograficzne poprzez tzw. telekonekcje. Faza ocieplenia temperatury powierzchni morza znana jest jako El Niño, natomiast faza ochłodzenia jako La Niña. Zmiana ciśnienia atmosferycznego, towarzysząca zmianom temperatury morza, nazywana jest Oscylacją Południową.